# Толкинисты
Толкинисты (от Толкин) — фэндом поклонников книг Дж. Р. Р. Толкина, имеющий тесную связь с субкультурой ролевиков.

## История
Фанатизм от Толкина в основном связан с успехом его эпопеи «Властелин колец». Книга была одобрительно встречена критикой, но поначалу не вызвала особого ажиотажа. Настоящий «бум» на Толкина начался после выпуска в 1965 году в США дешёвого издания «Властелина Колец» в мягкой обложке, доступного по цене для подростковой и юношеской аудитории. Что интересно, это издание было пиратским, и сам Джон Толкин пытался воспрепятствовать ему. И уже через несколько месяцев официальное издание, также теперь выходившее в мягкой обложке, перекрыло миллионным тиражом стотысячный тираж Ace Book.
«Властелин Колец» попал на благодатную почву. Молодёжь 1960-х, увлеченная движением «хиппи» и идеями мира и свободы, увидела в Толкине единомышленника. Многие трактовали книгу как аллегорию борьбы с несправедливым общественным устройством, хотя сам Толкин никогда подобного не утверждал. Сам Джон был недоволен своим «культом», хотя и признавал, что такой успех ему льстит. Ему даже пришлось поменять номер, потому что поклонники надоедали ему звонками.
Толкинизм в России можно отсчитывать от первого издания «Хоббита» в 1976 или «Властелина Колец» в 1982. Однако только в Перестройку книги Толкина стали по-настоящему доступны читателю. Россия пережила бум толкинизма в 1990-е годы. Это можно связать как с тем, что исчезла нормальная цензура и западная мода на фэнтези достигла России, так и с потребностью молодёжи в эскапизме в тяжёлый исторический период.
Очередная волна популярности Толкина наступила в начале 2000-х с выходом крайне популярной кинотрилогии Питера Джексона «Властелин колец». Экранизация увлекла в толкинистский фэндом множество людей.

## Некоторые черты
Толкинисты любят играть в описанные у Профессора (как часто именуют Толкина) события на ролевых играх, называют себя именами персонажей Толкина или придумывают себе имена, руководствуясь языками из мира Толкина (Средиземья). Они называют себя представителями волшебных народов, описанных у Толкина: эльфами, гномами, энтами, орками, гоблинами, хоббитами, и прочими. Часто толкинисты появляются на ролевых играх или позируют в одежде и гриме, изображая своё альтер эго.
Во время переписи населения в 2002 году многие толкинисты самовыражались, указывая в качестве национальности «эльфы», или «хоббиты». Самый большой процент «этнических эльфов» был выявлен в Перми, где местный клуб толкинистов специально организовал флешмоб.
Некоторые толкинисты считают, что мир, описанный в книгах Толкина, в самом деле существовал, и ищут тому подтверждение или живут соответственно данному утверждению, и зачастую «помнят» тот мир и верят, что имеют там воплощение; либо наоборот — данное их воплощение — лишь тень жившего там, и что они не люди, а эльфы. Обычно это не мешает им чётко осознавать, что на самом деле они люди — это проявление так называемого «мифологического мышления».

## Толкиноведение
Многие толкинисты заняты изучением творческого наследия Дж. Р. Р. Толкина. Например, они изучают языки эльфов (синдарин или квенья), людей (адунаик), орков (чёрное наречие), гномов (кхуздул), придуманные Толкином.
Кроме того, они занимаются переводом статей и рассказов Толкина, не издававшихся на их родном языке. Существует, в частности, литературное общество Tolkien Texts Translation, занимающееся переводами на русский язык.

## Фанфики и «апокрифы»
Многие толкинисты, так же, как поклонники других писателей, пишут фанфики по мотивам своих любимых произведений. Некоторые из этих работ стали настолько популярны, что были опубликованы издательствами, а их авторы со временем стали известными писателями.
Среди фанфиков бывают как продолжения, так и полемические «взгляды с другой стороны», и юмористические пародии. Степень соответствия канону у разных авторов различна. Взгляды «с другой стороны» развились в особую категорию фанфиков в русскоязычном фэндоме, и получили там название «апокрифов» за своё противоречие канону от самого Толкина. Апокрифы входят с каноном в полемику под общим лозунгом «Профессор был не прав!» — злодеи, такие, как Мелькор и Саурон, представляются там с более положительной стороны, а положительные персонажи, наоборот, изображаются с худшей стороны.
Обсуждение этих апокрифов — предмет ожесточённых сетевых диспутов на сайтах и форумах, где часто появляются толкинисты. Все произведения имеют как своих горячих сторонников, так и яростных противников, и нейтральное большинство. Так, на Литфоруме Цитадели Олмера организовывались специальные «дуэли» по обсуждению «Кольца Тьмы» Перумова и «По ту сторону рассвета» Брилёвой-Чигиринской.

## Ролевые игры
Ролевые игры особенно тесно ассоциированы с толкинистами. Они проводят «полёвки», конвенты, ролевые игры, посвящённые вселенной Толкина. В 1990-е годы были очень популярны ежегодные «Хоббитские игрища» (ХИшки). В какой-то период слова «ролевики» и «толкинисты» были для непосвящённых синонимами, однако понятие «ролевая игра» существенно шире.
Среди российских конвенты ролевиков — Зиланткон (от татарского Зилант — мифический дракон, изображённый на гербе города Казани), проводящийся с 1991 года ежегодно в ноябре в Казани, Сибкон, проводящийся с 1993 года в Томске либо Новосибирске ежегодно в феврале, КомКон, проходящий в марте под Москвой, и БлинКом — в декабре в Санкт-Петербурге.

## Фольклор
У российских толкинистов богатый разнообразный фольклор, который регулярно пополняется стараниями членов субкультуры. Сюда входят и тематические песни, и анекдоты, и фанфики, ставшие популярными настолько, чтобы пересказываться в устной форме. Кроме придумывания шуток и написания песен и фанфиков, многие толкинисты уделяют внимание и время рисованию фанарта или созданию предметов «бытовой культуры Средиземья». В некоторых группах со временем устанавливаются каноны «культуры Средиземья», дополняющие описанные Толкином.
В Омске на территории природного рекреационного комплекса «Прибрежный» находится памятный камень в честь толкинистов, установленный в 1993 году; там начиналось развитие омского ролевого движения.